# دانشگاه البرتو هورتادو
دانشگاه البرتو هورتادو (به اسپانیایی: Universidad Alberto Hurtado) یک دانشگاه در شیلی است که در سانتیاگو واقع شده‌است.